# Vilarandelo
Vilarandelo es una freguesia portuguesa del concelho de Valpaços, con 20,36 km² de superficie y 1.123 habitantes (2001). Su densidad de población es de 55,2 hab/km².